# Betalingsbalans
De betalingsbalans van een land is een overzicht van de waarde van alle transacties die in een bepaalde periode hebben plaatsgevonden tussen ingezetenen van het land en niet-ingezetenen van dat land (het buitenland).
De betalingsbalans bestaat uit twee delen: de lopende rekening en de kapitaal- en financiële rekening. De handelsbalans, qua omvang het belangrijkste onderdeel van de lopende rekening, betreft de som van de netto inkomsten en betalingen van en naar het buitenland, terwijl de kapitaal- en financiële rekening de netto kapitaalstromen van en naar het buitenland betreft. 
De inkomende geldstromen (ontvangsten van het buitenland) worden boekhoudkundig geregistreerd met een plusboeking: +; de uitgaande geldstromen (betalingen aan het buitenland) worden geregistreerd met een minboeking: -. Zo wordt de export geregistreerd met een plusboeking want dit is een uitgaande goederenstroom maar een inkomende geldstroom. De import is een minboeking want er is sprake van een uitgaande geldstroom.
Bij een betalingsbalanscrisis of valutacrisis is een land niet meer in staat om de essentiële import te betalen.

## Deelrekeningen
De twee delen van de balans zijn verder onderverdeeld in deelbalansen of deelrekeningen. De betalingsbalans bestaat volgens de huidige internationaal geldende methodologie vastgesteld door het Internationaal Monetair Fonds (IMF) uit de volgende deelrekeningen:
- De lopende rekening:
  - Handelsbalans, bestaande uit de goederenrekening en de dienstenrekening.
    - Goederenrekening. Hierop worden de import en de export van goederen genoteerd. Als de export groter is dan de import spreekt men van een overschot op de goederenrekening of een actieve handelsbalans. Als de export kleiner is dan de import dan is er een tekort op de goederenrekening of een passieve handelsbalans.
    - Dienstenrekening. Hierop worden de internationale dienstentransacties geboekt. Bekende voorbeelden zijn toerisme en transport. Zo is voor Nederland het vervoeren van spullen van een Spaans bedrijf een plusboeking op de dienstenrekening en leiden de uitgaven van een Nederlandse toerist in Thailand tot een minboeking voor Nederland.

  - Inkomensrekening Alle betaalde en ontvangen beloningen voor het ter beschikking stellen van arbeid en kapitaal. (overboekingen van rente, loon, winst en dividend)
  - Inkomensoverdrachtenrekening Alle betaalde en ontvangen bedragen waar niet een directe tegenprestatie tegenover staat. Denk hierbij aan ontwikkelingshulp of geld dat naar familieleden in het buitenland wordt gestuurd.

De dienstenrekening, inkomensrekening en inkomensoverdrachtenrekening heten samen het onzichtbaar verkeer. Dit ter onderscheiding van het zichtbare verkeer van de goederenrekening of handelsbalans.
- De kapitaal- en financiële rekening:
  - De kapitaalrekening: De kapitaaloverdrachten en de koop en verkoop van niet-geproduceerde, niet-financiële activa zoals patenten, gronden en goodwill
  - De financiële rekening: Directe investeringen, beleggingen in portfolio, andere investeringen, derivaten (afgeleide producten) en reserves

De deelrekeningen kunnen uiteraard een positief of negatief saldo vertonen. Dit geldt derhalve ook voor de betalingsbalans als geheel.

## Situatie in Nederland
De Nederlandse betalingsbalans wordt samengesteld en gepubliceerd door De Nederlandsche Bank. Nederland kent een aanzienlijk exportoverschot, dat na de invoering van de euro is toegenomen.